# Juan José Timón Bettega
Juan José Timón Bettega (Fray Bentos, Departament de Río Negro, 18 de novembre del 1937 - Montevideo, 13 de juliol del 2001) va ser un ciclista uruguaià. Va participar en dues edicions dels Jocs Olímpics.

## Palmarès
- 1957
  - Campió americà 4 X 4000  Uruguai
- 1958
  - Campió americà 4 X 4000  Brasil
- 1959
  - Plata en persecució per equips, Jocs Panamericans, Chicago  Estats Units[3]
- 1961
  - 1r a la Volta de la Joventut Mexicana i vencedor de 2 etapes
  - Vencedor de 3 etapes a la Volta a l'Uruguai
- 1962
  - 1r a la Volta de la Joventut Mexicana
  - Vencedor d'una etapa a la Volta a l'Uruguai
- 1963
  - Medalla d'or als Jocs Panamericans en Persecució per equips.[4]
- 1964
  - Vencedor d'una etapa a la Volta a l'Uruguai
- 1965
  - 1r a la Volta a l'Uruguai